# Lindsay e Sidney Greenbush
Lindsay e Sidney Greenbush (Hollywood, 25 maggio 1970) sono attrici statunitensi gemelle, note per il ruolo di Carrie Ingalls nella serie televisiva della NBC La casa nella prateria.

## Biografia
Lindsay e Sidney Greenbush, nate Rachel Linsday Rene Bush e Sidney Robyn Danae Bush, sono nate dall'attore statunitense Billy "Green" Bush (nato nel 1935) e dalla moglie Carole Kay Bush. Lindsay e Sidney sono solo i loro secondi nomi. Puoi distinguerli prestando attenzione alla forma del viso e ad altri dettagli. Sidney ha una faccia più sottile di sua sorella e i suoi denti anteriori sono più larghi. Hanno un fratello maggiore, Clay Greenbush, nato nel 1968 e anch'egli attore.
La loro carriera iniziò nel 1973 con il film TV Sunshine, dove interpretarono Jill Hayden, ma il loro debutto arrivò l'anno dopo, nel 1974, nell'episodio pilota della serie televisiva La casa nella prateria con il ruolo della piccola Carrie Ingalls, sorella minore di Laura Ingalls Wilder.
Le due sorelle si alternarono il ruolo della piccola Ingalls in ogni episodio in cui apparvero, eccetto nell'episodio 14 della quinta stagione L'angelo custode, in cui Lindsay interpreta Carrie, mentre Sidney interpreta l'amica immaginaria Alyssa.
L'ultimo episodio in cui appaiono le due gemelle è datato 10 maggio 1982. Dopo, il personaggio di Carrie Ingalls esce di scena insieme agli altri componenti della famiglia Ingalls, eccetto Laura.
Dopo La casa nella prateria, le due sorelle recitarono in alcuni spot pubblicitari di aziende come Mattel e Kentucky Fried Chicken. Nel 1983, Sidney interpretò Amy McVickers nel film Hambone and Hillie, mentre Lindsay ebbe un ruolo come guest star in un episodio della seconda stagione di Matt Houston.
Successivamente, le due sorelle si ritirarono dalla recitazione e si diplomarono nel 1988 alla Santa Monica High School.

## Vita privata
Sidney si sposò con l'allevatore di cavalli William "Rocky" Foster. Il matrimonio finì dopo nove anni a causa della morte del marito avvenuta nel 2009 a 55 anni. Lindsay invece si sposò il 5 luglio 2014.